# Rolando Azas
Rolando Aníbal Azas Velazco (Pilar, Ñeembucú, Paraguay; 22 de enero de 1971) es un exfutbolista y entrenador paraguayo de fútbol. 

## Trayectoria

### Como futbolista
Inicio su carrera jugando el club Capitán Bado de Pilar en Paraguay, allí debutó en Primera División a los 15 años. Posteriormente, en 1989, fichó por Cerro Porteño, donde estuvo tres años.
En 1992 obtuvo su primera experiencia internacional al fichar por Oriente Petrolero de Bolivia, aunque en ese mismo año regresó a Paraguay para jugar en Libertad. Posteriormente fue transferido al Cobreloa de Chile, en aquel país jugó en diferentes clubes, entre ellos el Provincial Osorno, Regional Atacama, Everton, Santiago Morning y O’Higgins, en este último club finalizó su carrera como futbolista.

### Como entrenador
Comenzó su carrera de entrenador trabajando en escuelas de fútbol en chile. En 2013 viajó a Ecuador para ser asistente de Raúl Duarte en el Deportivo Quevedo en la Serie A, sin embargo dejó el club, tras la salida de Duarte, por malos resultados. Posteriormente, trabajó junto al argentino Fabián Bustos en Delfín durante los años 2014-2015, allí obtuvo el ascenso desde la Serie B de Ecuador a la Serie A, marcando de esta manera el regreso del club a la máxima categoría del fútbol ecuatoriano, después de catorce años de ausencia.
En 2016 fue nuevamente asistente de Raúl Duarte en Fuerza Amarilla. En ese mismo año también fue asistente de Octavio Zambrano y Diego Alarcón en Delfín. Al año siguiente  volvió a ser asistente de Fabián Bustos en Liga de Portoviejo. En julio de 2017, fue designado como entrenador principal del Manta en la Serie B de Ecuador, equipo que se encontraba en riesgo de descenso, y al cuál salvo de descender. Dejó al Manta en julio de 2018, tras estar nuevamente comprometido con el descenso.
En 2018, volvió a ser asistente de Fabián Bustos en Delfín, allí se coronaron campeones de la Serie A de Ecuador 2019 al vencer en la final a Liga de Quito.
En 2020, junto a Fabián Bustos, se incorporó a Barcelona S.C, donde también se consagró campeón de la Serie A de Ecuador, además de llegar hasta las semifinales de la Copa Libertadores 2021. Dejó Barcelona en el mes de diciembre, alegando de que su salida fue por problemas con la dirigencia. En diciembre de 2021, fue contratado por Atlético Samborondón donde fue campeón de la Segunda Categoría del Guayas en 2021 y 2022.
En 2023, fue nombrado entrenador de Naranja Mekánica en la Segunda Categoría de Ecuador.

## Clubes

### Como futbolista
| Club              | País     | Año       |
| ----------------- | -------- | --------- |
| Capitán Bado      | Paraguay | ?         |
| Cerro Porteño     | Paraguay | 1989-1991 |
| Oriente Petrolero | Bolivia  | 1992      |
| Libertad          | Paraguay | 1992      |
| Cobreloa          | Chile    | 1993      |
| Provincial Osorno | Chile    | 1994-1995 |
| Regional Atacama  | Chile    | 1996      |
| O'Higgins         | Chile    | 1998-1999 |
| Everton           | Chile    | 2000      |
| O'Higgins         | Chile    | 2001      |
| Santiago Morning  | Chile    | 2002      |
| O'Higgins         | Chile    | 2004      |

### Como ayudante técnico
| Club               | País    | Año       |
| ------------------ | ------- | --------- |
| Deportivo Quevedo  | Ecuador | 2013      |
| Delfín             | Ecuador | 2014-2015 |
| Fuerza Amarilla    | Ecuador | 2016      |
| Delfín             | Ecuador | 2016-2017 |
| Liga de Portoviejo | Ecuador | 2017      |
| Delfín             | Ecuador | 2018-2019 |
| Barcelona SC       | Ecuador | 2020-2021 |

### Como entrenador
| Club                 | País    | Año       |
| -------------------- | ------- | --------- |
| Manta Fútbol Club    | Ecuador | 2017-2018 |
| Atlético Samborondón | Ecuador | 2021-2022 |
| Naranja Mekánica     | Ecuador | 2023-2024 |

## Palmarés

### Como segundo entrenador
| Torneo  | Club            | País    | Año  |
| ------- | --------------- | ------- | ---- |
| Serie B | Delfín S. C.    | Ecuador | 2015 |
| Serie A | Delfín S. C.    | Ecuador | 2019 |
| Serie A | Barcelona S. C. | Ecuador | 2020 |

### Como entrenador principal
| Título                       | Club                 | País    | Año  |
| ---------------------------- | -------------------- | ------- | ---- |
| Segunda Categoría del Guayas | Atlético Samborondón | Ecuador | 2021 |
| Segunda Categoría del Guayas | Atlético Samborondón | Ecuador | 2022 |
| Segunda Categoría del Guayas | Naranja Mekánica     | Ecuador | 2023 |